# Олимпийская сборная Фиджи по футболу
Олимпийская сборная Фиджи по футболу — сборная выступающая на Олимпийских играх по футболу, представляя небольшое островное государство Фиджи из Океании. Сборная лишь раз выступала на Олимпийских играх.
Сборная выступала на Олимпийских играх 2016 в Рио. Команда была в 3 корзине посева. По итогам жеребьёвки сборная попала в квартет С, вместе с Германией, Южной Кореей и Мексикой. В первой игре островитяне уступили Южной Корее со счётом 0:8. Во второй игре команда сыграла намного лучше, но уступили Мексике 1:5. Третью игру команда с треском провалила, проиграв будущим финалистам этого турнира — сборной Германии, матч закончился со счётом 0:10. Единственный мяч на турнире забил нападающий Рой Кришна.